# Lost Nation (Illinois)
Lost Nation es un lugar designado por el censo ubicado en el condado de Ogle en el estado estadounidense de Illinois. En el Censo de 2010 tenía una población de 708 habitantes y una densidad poblacional de 107,12 personas por km².

## Geografía
Lost Nation se encuentra ubicado en las coordenadas 41°54′43″N 89°22′7″O / 41.91194, -89.36861. Según la Oficina del Censo de los Estados Unidos, Lost Nation tiene una superficie total de 6.61 km², de la cual 6.32 km² corresponden a tierra firme y (4.35 %) 0.29 km² es agua.

## Demografía
Según el censo de 2010, había 708 personas residiendo en Lost Nation. La densidad de población era de 107,12 hab./km². De los 708 habitantes, Lost Nation estaba compuesto por el 97.18 % blancos, el 0.42 % eran afroamericanos, el 0.56 % eran amerindios, el 0 % eran asiáticos, el 0 % eran isleños del Pacífico, el 1.13 % eran de otras razas y el 0.71 % pertenecían a dos o más razas. Del total de la población el 1.84 % eran hispanos o latinos de cualquier raza.